# Groupe TF1
Groupe TF1, cuya razón social es Télévision Française 1 SA, es un grupo de comunicación francés creado el 16 de abril de 1987 como consecuencia de la privatización del canal de televisión TF1. Actualmente opera los canales de televisión TF1, TMC, TFX, TF1 Séries Films, LCI, TV Breizh, Histoire TV, Ushuaïa TV y Série Club (50%).

## Historia
Groupe TF1 se creó en 1987, debido a la privatización del primer canal de televisión público francés
En 2003 el groupe TF1 compró la mitad de las acciones que poseía AB groupe sobre el canal TMC, que resultaría en un 40 % para cada grupo y el 20 % restante del Principado de Mónaco.
En mayo de 2009 groupe TF1 anunció su intención de comprar el 40 % restante de las acciones de TMC que poseía AB Groupe, así como el 100 % de las que poseía del canal NT1 (TFX actualmente). La autoridad de la competencia autorizó la operación el 26 de enero de 2006 y el 24 de marzo de 2010 el consejo superior audiovisual de Francia.
Después de mayo de 2009 el grupo incrementó su participación en el Holding WB Télévision del 33,5 % al 49 %. En 2013 el groupe TF1 vendió por completo su participación en WB Télévision.
En enero de 2015, Discovery Communications elevó su participación al 51 % en Eurosport International frente al 20 % que poseía anteriormente. En julio de 2015, Discovery adquiere a groupe TF1 la participación restante del 49 % de Eurosport por 491 millones de euros. Al mismo tiempo groupe TF1 aquiere el 20% de las que Discovery poseía en los canales Breizh, Histoire y Ushuaia.
En noviembre de 2015 el grupo TF1 adquiere el 70 % del holding (FLCP) de la sociedad de producción Newen, quien produce entre otras series Plus Belle La Vie y Le Magazine de la Santé, el resto del capital perteneciente a sus antiguos accionistas.
En junio de 2016, TF1 se convierte en el único propietario del canal TMC al adquirir el 20 % restante que pertenecía el Principado de Mónaco. A cambio el principado obtuvo el 1,1 % de groupe TF1.
En enero de 2017 se aprobó el cambio de nombre de las cadenas NT1 y HD1, que pasaron a llamarse TFX y TF1 Séries Films respectivamente clarificando así su línea editorial.

## Canales
| Logo | Programación                                                         | Fecha de creación                 | Canal TNT |
| ---- | -------------------------------------------------------------------- | --------------------------------- | --------- |
|      | TF1 Primer canal generalista.                                        | 6 de enero de 1975 (50 años)      | 1         |
|      | TMC Canal generalista. Originalmente fue el canal público monegasco. | 19 de noviembre de 1954 (70 años) | 10        |
|      | TFX Canal generalista con orientación juvenil.                       | 31 de marzo de 2005 (20 años)     | 11        |
|      | TF1 Séries Films Canal temático dedicado a la ficción.               | 12 de diciembre de 2012 (12 años) | 20        |
|      | LCI Canal de información en continuo.                                | 24 de junio de 1994 (30 años)     | 26        |
|      | Histoire TV Cadena temática de pago dedicada a documentales.         | 14 de julio de 1997 (27 años)     | -         |
|      | TV Breizh Cadena temática de pago de películas y series.             | 1 de septiembre de 2000 (24 años) | -         |
|      | Ushuaia TV Cadena temática de pago sobre la naturaleza.              | 14 de marzo de 2005 (20 años)     | -         |
|      | Série Club Cadena de pago de series. (50 % es de Groupe M6)          | 8 de marzo de 1993 (32 años)      | -         |

Los canales del grupo que cesaron sus emisiones son: JET en 2007, Tfou TV en 2008, Stylia en 2014 y TF6 en 2014.

## Organización

### Dirección
Presidente - Director General
- Francis Bouygues : 6 de abril de 1987 - 23 de febrero de 1988
- Patrick Le Lay : 23 de febrero de 1988 - 22 de mayo de 2007[10]
- Patrick Le Lay : (presidente) 22 de mayo de 2007 - 3 de noviembre de 2007
- Patrick Le Lay : (presidente no ejecutivo) 4 de noviembre de 2007 - 31 de julio de 2008
- Nonce Paolini : (director general) 31 de mayo de 2007 - 31 de julio de 2008[11]
- Nonce Paolini : 25 de agosto de 2008 - 18 de febrero de 2016
- Gilles Pélisson : PDG después del 18 de febrero de 2016[12]

Vicepresidente - Director general
- Patrick Le Lay : 6 de abril de 1987 - 23 de febrero de 1988
- Étienne Mougeotte : 1989 - 26 de agosto de 2007
- Nonce Paolini : 31 de julio de 2008 - 24 de agosto de 2008
- Axel Duroux : nombrado el 15 de junio de 2009, asumió las funciones entre el 11 de septiembre de 2009 y el 23 de octubre de 2009[13]

### Capital
TF1 SA es una filial del grupo industrial francés Bouygues, que posee el 43,9 % de su capital. Además del 7.2 % poseído por los empleados de la compañía, el resto del capital se divide entre empresas francesas y extranjeras de gestión de activos, como DNCA Finance (8,1%), Newton Investment Management (4,6%), BWM (1,9%) y Lazard (1,9%), Schroders (1.4%), asesores de fondos dimensionales (1.4%) y Federated Global Investment Management Corp (1.3%). El Principado de Mónaco también tiene un 1,1% de las acciones.
TF1 SA cotiza en el mercado bursátil Euronext de París y su capital social es de 41.883.508 €. Su capitalización bursátil fue de 2,78 mil millones de euros en octubre de 2017.
En 2016 el Grupo TF1 contaba con 3.107 empleados permanentes.

### Ubicación
La sede del grupo TF1 se encuentra desde 1992 en la Torre TF1 en Boulogne-Billancourt, al sudoeste de París y justo al lado del Río Sena. Fue construida por el grupo Bouygues, propietario de TF1 y consta de 14 plantas.
Anteriormente, la sede del grupo se encontraba en el 13-15 de la rue Cognacq-Jay en el 7 distrito de París, que es la ubicación histórica de la televisión francesa.

## Audiencias
En la siguiente tabla se muestran los datos de cuota de pantalla de los canales de la TDT del Groupe TF1.
|      | TF1    | TMC   | NT1   | HD1   | LCI   | Total del grupo |
| ---- | ------ | ----- | ----- | ----- | ----- | --------------- |
| 2007 | 30,7 % | 1,2 % |       |       |       | 31,9 %          |
| 2008 | 27,2 % | 2,1 % |       |       |       | 29,3 %          |
| 2009 | 26,1 % | 2,6 % | 1,4 % |       |       | 30,1 %          |
| 2010 | 24,5 % | 3,3 % | 1,6 % |       |       | 29,4 %          |
| 2011 | 23,7 % | 3,5 % | 1,9 % |       |       | 29,1 %          |
| 2012 | 22,7 % | 3,6 % | 2,1 % |       |       | 28,4 %          |
| 2013 | 22,8 % | 3,4 % | 2,1 % | 0,6 % |       | 28,9 %          |
| 2014 | 22,9 % | 3,1 % | 1,8 % | 0,9 % |       | 28,7 %          |
| 2015 | 21,4 % | 3,1 % | 2,0 % | 1,2 % |       | 27,7 %          |
| 2016 | 20,4 % | 3,0 % | 1,9 % | 1,8 % | 0,3 % | 27,4 %          |
| 2017 | 20,0 % | 3,2 % | 2,0 % | 1,9 % | 0,6 % | 27,7 %          |

Fuente: Médiamétrie
Leyenda :
Fondo verde : máximo histórico
Fondo rojo : mínimo histórico